# Леандр, Фриц
Фриц Леандр (фр. Fritz Léandre; 13 марта 1948, Гаити — 2005) — гаитянский футболист, играл на позиции нападающего. Участник чемпионата мира 1974 года. Младший брат футболиста Жозефа-Марьона Леандра.

## Биография

### Игровая карьера
В течение шести сезонов Фриц Леандр играл за «Расинг Аитьян».
В составе сборной Гаити принимал участие на чемпионате мира 1974 года, где сыграл в заключительном матче группового этапа со сборной Аргентины — Гаити проиграл тот матч со счётом 4:1. По итогам турнира сборная Гаити заняла последнее место в группе с общей разницей мячей 2-14.